# Koźli Wierch
Koźli Wierch – krótki potok o stromym spadku w Beskidzie Śląskim, prawostronny dopływ Czarnej Wisełki, o długości ok. 1,3 km. Cały tok w granicach miasta Wisła, w obrębie Parku Krajobrazowego Beskidu Śląskiego.
Płynie w południowo-zachodniej części masywu Baraniej Góry. Źródła na wysokości ok. 920 m n.p.m., na południowo-zachodnich stokach szczytu Przypór. Spływa początkowo w kierunku południowo-zachodnim, a następnie południowym. Na wysokości ok. 685 m n.p.m. wpada do Czarnej Wisełki.
Cały tok potoku objęty jest rezerwatem przyrody „Wisła”.